# Laura Kneidl
Laura Kneidl (* 1990 in Erlangen) ist eine deutsche Autorin von Fantasy- und Liebesromanen. Mit ihren Romanen Verliere mich. Nicht., Someone Else und The Darlington - Henry & Kate erreichte sie den ersten Platz der Spiegel-Bestsellerliste.

## Leben
Laura Kneidl studierte Bibliotheks- und Informationsmanagement an der Hochschule der Medien in Stuttgart. Sie verfasste zunächst Fan-Fictions und betrieb einen Literaturblog, ehe sie sich 2009 ihrem ersten Roman widmete. Heute lebt und arbeitet sie in Leipzig.

## Werk
Laura Kneidl veröffentlicht erfolgreich Romane in verschiedenen Verlagen, überwiegend in den Genres Fantasy und New Adult. Ihr Debütroman Light and Darkness erschien 2013 bei Carlsen Imprint. Mit ihrer Berühre mich nicht-Reihe war sie mehrmals auf der Spiegel-Bestsellerliste platziert, auch ihr Roman Someone New stieg 2019 direkt auf Platz 2 der Bestsellerliste ein.
Laura Kneidl war Mitglied des Phantastik-Autoren-Netzwerks und bei DeLia. Sie wurde 2018 für ihren Roman Water and Air für den DeLiA-Literaturpreis nominiert.
Im Februar 2020 stand ihr Roman Someone Else auf Platz 1 der Paperback-Bestsellerliste.
Gemeinsam mit der Autorenkollegin Bianca Iosivoni begann Kneidl im August 2020 die Romantasy-Buchreihe (romantische Fantasyliteratur) Midnight-Chronicles, bei der die Autorinnen die einzelnen Bände im Wechsel schrieben und Iosivoni mit dem ersten Band Schattenblick begann, der beim Lovelybooks Leserpreis 2020 Gold erhielt. Die bis November 2021 erschienenen drei Bände gelangten alle auf die Spiegel-Bestsellerliste in der Kategorie Paperback Belletristik.
Im Juli 2025 erschien der erste Band ihrer neuen Reihe The Darlington. Band 1 The Darlington - Henry & Kate schaffte es auf Platz 1 der Spiegel-Bestsellerliste in der Kategorie Hardcover Belletristik.

## Auszeichnungen
- 2018: DeliA Literaturpreis (Nominierung) für Water and Air
- 2018: LovelyBooks Leserpreis (Platz 2) in der Kategorie Fantasy & Science Fiction für Die Krone der Dunkelheit[13]
- 2018: LovelyBooks Leserpreis (Platz 2) in der Kategorie Liebesroman für Verliere mich. Nicht.
- 2019: LovelyBooks Leserpreis (Platz 2) in der Kategorie Fantasy & Science Fiction für Die Krone der Dunkelheit 2: Magieflimmern[14]
- 2019: LovelyBooks Leserpreis (Platz 2) in der Kategorie Liebesroman für Someone New
- 2020: LovelyBooks Leserpreis (Platz 1) in der Kategorie Fantasy & Science Fiction für Midnight Chronicles 1: Schattenblick
- 2022 LovelyBooks Community Award Bronze in der Kategorie Fantasy & Science Fiction für Midnight Chronicles - Nachtschwur[15]

## Bibliographie
- Light and Darkness. Carlsen, Hamburg 2013, ISBN 978-3-551-31495-6.
- Water and Air. Carlsen, Hamburg 2017, ISBN 978-3-551-31544-1.
- Berühre mich. Nicht. LYX, Köln 2017, ISBN 978-3-7363-0527-4.
- Verliere mich. Nicht. LYX, Köln 2018, ISBN 978-3-7363-0549-6.
- Herz aus Schatten. Carlsen, Hamburg 2018, ISBN 978-3-551-31692-9
- Die Krone der Dunkelheit. Piper, München 2018, ISBN 978-3-492-70526-4.
- Someone New. LYX, Köln 2019, ISBN 978-3-7363-0955-5.
- Die Krone der Dunkelheit: Magieflimmern. Piper, München 2019, ISBN 978-3-492-70527-1.
- Someone Else. LYX, Köln  2020, ISBN 978-3-7363-1121-3.
- Das Flüstern der Magie. Piper, München 2020, ISBN 978-3492705691.
- Bianca Iosivoni, Laura Kneidl Midnight Chronicles 1: Schattenblick. LYX, Köln  2020, ISBN 978-3-7363-1277-7.
- Someone to Stay. 2. Auflage, LYX, Köln  2020, ISBN 978-3-7363-1452-8.
- Laura Kneidl, Bianca Iosivoni Midnight Chronicles 2: Blutmagie. LYX, Köln  2021, ISBN 978-3-7363-1347-7.
- Bianca Iosivoni, Laura Kneidl Midnight Chronicles 3: Dunkelsplitter. LYX, Köln  2021, ISBN 978-3-7363-1348-4
- Die Krone der Dunkelheit: Götterdämmerung. Piper, München 2021, ISBN 978-3-492-70545-5.
- Laura Kneidl, Bianca Iosivoni Midnight Chronicles 4: Seelenband. LYX, Köln  2022, ISBN 978-3-7363-1349-1
- Bianca Iosivoni, Laura Kneidl Midnight Chronicles 5: Todeshauch. LYX, Köln  2022, ISBN 978-3-7363-1350-7.
- Laura Kneidl, Bianca Iosivoni Midnight Chronicles 6: Nachtschwur. LYX, Köln  2022, ISBN 978-3-7363-1351-4
- Vergiss uns. Nicht. LYX, Köln 2023, ISBN 978-3-7363-1888-5.
- Zerbrich uns. Nicht. LYX, Köln 2023, ISBN 978-3-7363-1933-2.
- Verliebe dich. Nicht. LYX, Köln 2024, ISBN 978-3-7363-2106-9
- The Darlington - Henry & Kate. LYX, Köln 2025, ISBN 978-3-7363-2355-1
- The Darlington - Ethan & Grace. LYX, Köln 2025, ISBN 978-3-7363-2491-6
- The Darlington - Logan & Rose. LYX, Köln 2026, ISBN 978-3-7363-2492-3